# Heaney Glacier
Heaney Glacier är en glaciär i Sydgeorgien och Sydsandwichöarna (Storbritannien). Den ligger i den nordvästra delen av Sydgeorgien och Sydsandwichöarna. Heaney Glacier ligger 448 meter över havet.
Terrängen runt Heaney Glacier är varierad. Havet är nära Heaney Glacier åt nordost.  Det finns inga samhällen i närheten. 